# Ряймяля
Ря́ймяля (фин. и карел. Räimälä) — деревня в Питкярантском районе Республики Карелия. Входила в состав упразднённого в 2023 году Салминского сельского поселения.

## Общие сведения
Расположена на берегу реки Эняйоки на автодороге Сортавала — Олонец, в 46 километрах от Питкяранты.
Имелись: средняя школа, дом культуры, детский сад.

## История
Впервые упоминается в Переписной окладной книге 1500 года в составе Салминского погоста. Деревню образовывали несколько частей — Хякинмяки, Руотсинмяки и Нименмяки (по названию холмов). Деревня была известна мельницами.

## Достопримечательности
В деревне сохраняется братская могила 18 советских воинов 7-й армии Карельского фронта, погибших в июле 1944 года в наступательных боях.

## Население
| 2002 | 2009 | 2010 | 2013 |
| ---- | ---- | ---- | ---- |
| 648  | ↘504 | ↗507 | ↘491 |

## Улицы
- ул. Заречная
- пер. Заречный
- ул. Лесная
- пер. Нагорный
- ул. Новая
- ул. Полевая
- ул. Советская
- ул. Совхозная
- ул. Центральная

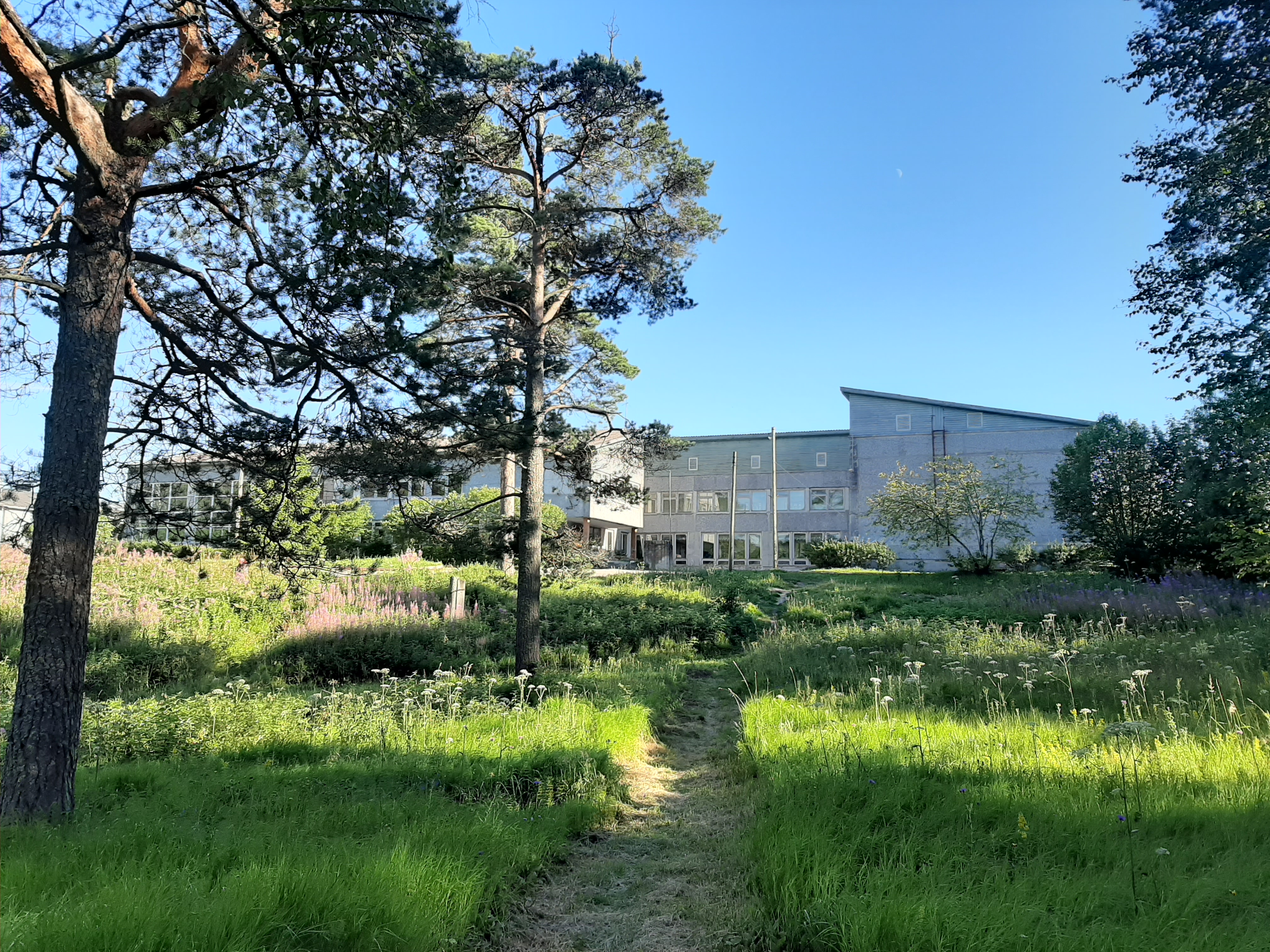
Здание школы в Ряймяля
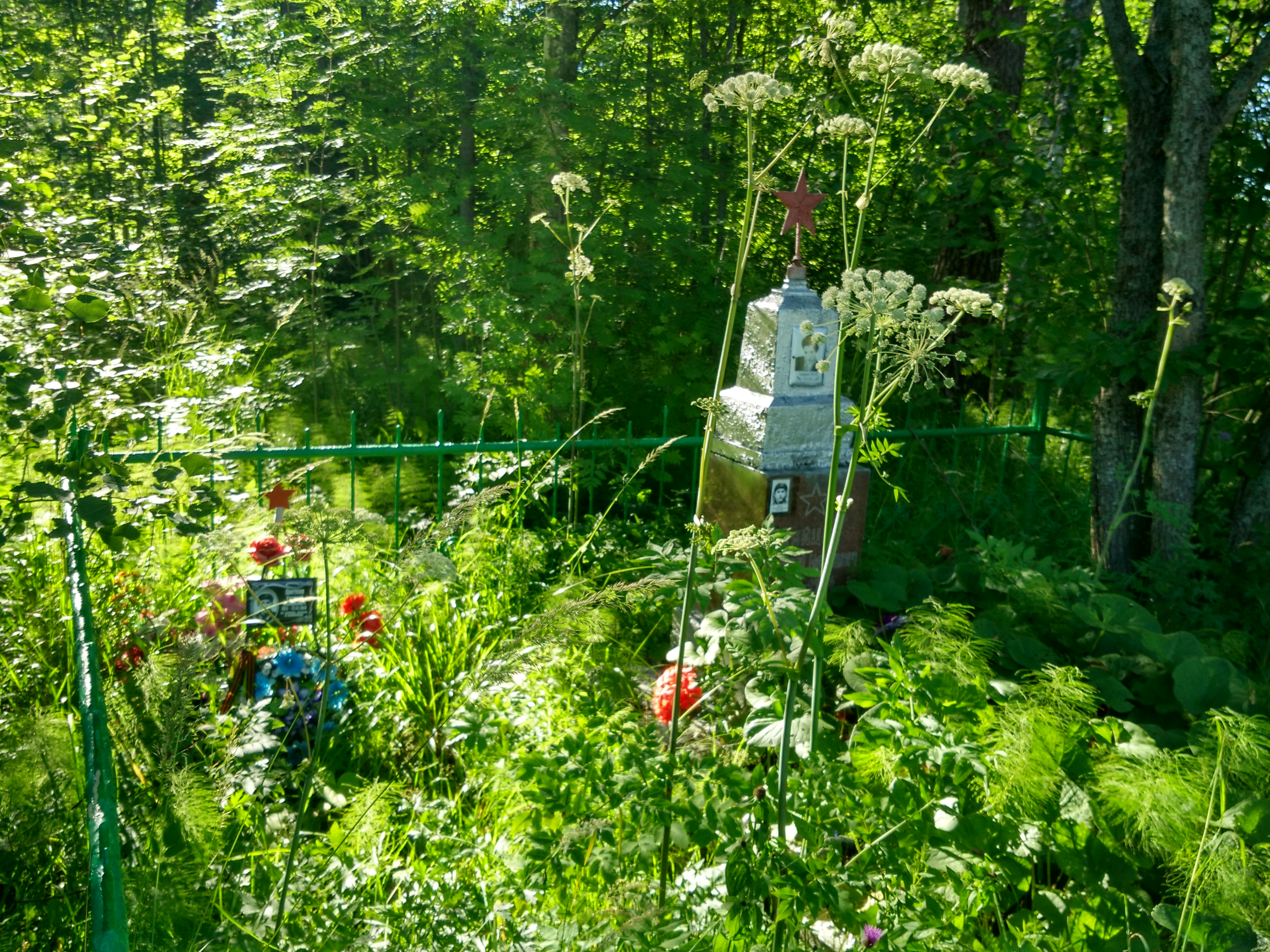
Братская могила  Объект культурного наследия № 1000000375№ 1000000375